# Tito Foppa Pedretti
Tito Foppa Pedretti (Telgate, 3 giugno 1925 – Telgate, 17 luglio 2001) è stato un imprenditore italiano

## Biografia
Figlio di una maestra di Telgate, ebbe tre fratelli (il primogenito, Giuseppe, muore nel 1943 in guerra), il nonno costruiva mobili e lo zio Pierino era titolare di una fabbrichetta per la produzione di manici per ombrelli.
Fu fondatore nel 1945, con il fratello Ezio, della Fabbrica di giocattoli dei Fratelli Foppa Pedretti, oggi Foppa Pedretti S.p.A..
Muore a Telgate il 17 luglio 2001, all'età di 76 anni.